# 猪征大
猪 征大（いの ゆきひろ、1992年9月28日 - ）は、日本の俳優。静岡県浜松市出身。ヒラタオフィス所属。身長182cm。

## 来歴
静岡県浜松市で誕生。浜松市立鴨江小学校、浜松市立西部中学校、浜松商業高等学校を卒業後、幼少期から憧れていた俳優になりたくて上京したが、当時は役者への道に進む勇気と覚悟が持てず東京YMCA国際ホテル専門学校に進学。
進学後も「俺は役者になる」と思い続け、就職活動が始まる際にその想いを父親に話したところ「何の経験もしてないくせに俳優になりたいとか、そんな偉そうに夢を語るな。『石の上にも三年』ということわざがあるように、まずは3年間、社会というものを学べ。それでも俳優になりたいという気持ちが変わらないんだったら応援してやる」と言われ、卒業後はホテル日航東京（現在のヒルトン東京お台場）に就職。当時を振り返り、その父親の言葉で社会を3年経験したからこそいまの自分があると思っていると語っている。
ドアマン・ベルボーイとして勤務し3年が経とうとしていた頃、自身の職場がホテルを舞台にしたテレビドラマ『ホテルコンシェルジュ』のロケ地となり、自分が立ちたかった舞台を目の当たりにする。そこで役者になりたいという志を再認識し、父親との約束の3年を経て一度諦めた役者への道に踏み切り、2016年から活動開始。
2017年、TBS日曜劇場『陸王』にて制作スタッフを経験し、現場で裏方の大変さや苦労を知る。
2020年、テレビドラマ『絶対零度～未然犯罪潜入捜査～』では捜査対象の危険人物である大学病院の医師、真田雄大役を演じた。
2021年29歳の頃、現在の所属事務所HONESTに入る。
2022年、テレビドラマ『ユーチューバーに娘はやらん!』では結婚式場に乱入して新郎を奪い逃げ出す男を演じ、WOWOW『HOTEL -NEXT DOOR-』では前職であるホテルマンの経験を活かし、西条陽太役を演じた。
2024年、玉木慧監督初の長編映画『あとがき』で主演を務める。下北沢で過ごしながら有名役者を目指す若者を熱演した。自身も静岡県から上京後、下北沢で過ごしており「自分の物語なんじゃないか」と運命を感じたという。

下北沢を舞台にした青春映画『あとがき』は監督の友人で実在した「路上で一人芝居をする役者」と「吃音を持つアーティスト」がモデルの、実話に基づく物語。公開初日から満席が連続するなど連日大盛況となり、絶賛の声が続出した。
日本マクドナルドのテレビCM『春好き？てりたま好き？』では宮崎あおいの後輩役で出演し、一躍話題に。

## 人物
趣味はギター弾き語りと文章を書き綴ること。自身のInstagram（9_yukihiroino）では「#ノウナイイロケシキ」として過去の出来事や学んだことなどをエッセイ風に書き込んでいる。特技はバスケットボール。学生時代に所属していたバスケットボール部は県大会ベスト4の実績があり、前職のホテルマン時代には入社1年目でバスケットボール部を作るほどのバスケットボール好き。
俳優としての生き方について「僕は人間として毎日を生きることが大事だと思っています。小さな出来事に感謝したり、ささいなことで落ち込んだり、好きなものを好きだと胸張って言ったり。そういう小さいことの連続が人間味につながると思っていて、僕は日々、そういう細かなことを感じ、いちいちハッピーになったり、いちいち落ち込む面倒くさい人間です。その振り幅が演技に生きてきたらいいなと思っています。お芝居を頑張ろうというより、日々、人間として生きることを大事にしたいと思っています。そして、また会いたいと思われる人になりたいです」と語っている。役者人生が始まって8年間、下北沢に住んでいた。
心に残っている作品は『アバウト・タイム～愛おしい時間について～』。AKB48にはまっていた頃の推しは高橋みなみであった。
やらまいかカンパニーのおちゃ丸は 浜松商業高等学校 のバスケットボール部の先輩であり、OB祭で共演を果たしている。

## 出演
※主演は役名を太字表記

### テレビドラマ
- CX「ストロベリーナイト・サーガ」辰巳圭一役（準レギュラー）
- NTV「ボイス 110緊急指令室」黒服役/#6
- CX「シャーロック」斉藤浩平役/#3
- CX「絶対零度～未然犯罪潜入捜査～」真田雄大役/#5,10
- TX「ユーチューバーに娘はやらん!」kare役/#1,2
- CX「純愛ディソナンス」記者役/#11
- WOWOW「HOTEL -NEXT DOOR-」西条陽太役（準レギュラー）
- EX「相棒 season21」洲本和哉役/#15
- TBS「トリリオンゲーム」秘書役（レギュラー）
- CX「ウソ婚」バーテンダー・牧師役/#4,12
- Hulu「【たりてないふたり】～だが、愛情がある～」江口敬太役/#2
- CX「この素晴らしき世界」ウエイター役/#3
- NHK「大奥〜医療編〜」僖助の仲間役/#13
- CX「恋愛戦略会議」 同僚役
- EX「爆上戦隊ブンブンジャー」長田カケル役/#18
- CX「問題物件」沼津久役/#2[12]
- TBS「御上先生」髙志役/#8

### 映画
- 「あとがき」染井春太役/玉木慧監督[13]
- 「カツベン!」嘉次郎役/周防正行監督
- 「ドクターデスの遺産」正人の友人役/深川栄作監督
- 「さよならの言い方」野口樹役/鄧雅文監督
- 「to...」大内航役/塩野峻平監督[14]
- 「Sappy」山田大役/上田修生監督
- 「ラーゲリより愛を込めて」新郎・大貴役/瀬々敬久監督
- 「我らは眠らない」黒崎善役/大村諒監督

### Youtube
- 「作家の夜」工藤信也役/木村真人監督
- 「花火がしける前に」良平役/佐藤和貴監督
- 「エイプリルフールの昼休み」智也役/岡本充史監督

### 舞台
- 「廣島物語」 佐野賢太郎役
- 「THE 面接」[15]

### CM
- 「春好き？てりたま好き？」 マクドナルド社
- 「転職のプロ」 リクルートエージェント
- 「Behind Your Success」新田新役/Fortinet
- 「Google」
- 「両備システムズ」
- 「DUNLOP」LE MANS Vシリーズ 父親役
- 「Lark」
- 「14 days at PwC consulting」佐々木浩介役/PwC

### MV
- 「君だ」wacci
- 「コール」HIKAKIN&SEIKIN
- 「会えない」HAND DRIP
- 「いつだってどこにいたって」ACE COLLECTION